# Флаг муниципального округа Северное Измайлово
Флаг муниципального округа Се́верное Изма́йлово в Восточном административном округе города Москвы Российской Федерации — опознавательно-правовой знак, служащий официальным символом муниципального образования.
Ныне действующий флаг утверждён решением Совета депутатов муниципального округа Северное Измайлово от 13 апреля 2021 года № 04/04 и подлежит внесению в Государственный геральдический регистр Российской Федерации.

## Описание
«Флаг представляет собой прямоугольное полотнище с отношением ширины к длине 2:3, разделённое диагональной нисходящей полосой на две равные части: зелёную у древка и красную, и воспроизводящее в центре фигуры герба жёлтым и синим цветами».
Описание герба:
«В скошенном червлёном и зелёном поле поверх всего золотое тележное колесо, окружённое таковым же льняным венком с лазоревыми цветками».

## Обоснование символики
Во флаге отражены исторические особенности развития муниципального округа Северное Измайлово.
Фигуры флага указывают на специфику территории.
Колесо имеет многозначную символику, одновременно отражая древнюю дорогу (Стромынская дорога — Щёлковское шоссе), проходящую через район и играющую для него важную роль как в прошлом, так и в настоящем.
Так же колесо (колесо прялки очень похоже по форме на тележное) отражает многочисленные прядильные и ткацкие мастерские, находившиеся на территории района в прошлом.
Венок льна — показывает связь развития территории с текстильной промышленностью. Помимо ткацких мастерских здесь были расположены и цеха по обработке и крашению льна. О крашенинниках напоминает и деление поля на зелёную и красную части. Зелёный и красный, благодаря своей яркости и торжественности были очень популярными цветами в праздничной одежде.
Венок и деление поля говорят также и о других аспектах жизни — венок, окружающий колесо, дополненный зелёным и красным цветом аллегорически указывает на природные и природно-досуговые зоны отдыха. Таким образом во флаге сбалансированно отражены и трудовые достижения, и возможность достойного отдыха в муниципальном округе.
Использованные цвета дополняют символику флага:
Жёлтый цвет (золото) — символ могущества, постоянства, богатства.
Красный цвет — любовь, мужество, смелость и великодушие.
Зелёный цвет — надежда, изобилие, свобода и радость.
Синий цвет (лазурь) — честность, верность, безупречность.

## Первый флаг
Решением муниципального Собрания муниципального образования Бутырское от 26 октября 2004 года № 01/10 был утверждён флаг муниципального образования Северное Измайлово
Законом города Москвы от 11 апреля 2012 года № 11, муниципальное образование Северное Измайлово было преобразовано в муниципальный округ Северное Измайлово.
Описание
«Флаг муниципального образования Северное Измайлово представляет собой двустороннее, прямоугольное полотнище с соотношением сторон 2:3.
Полотнище флага разделено крестообразно на четыре равновеликие прямоугольные части, при этом верхняя, прилегающая к древку часть полотнища, и нижняя, противоположная древку часть полотнища, разделены из верхнего, прилегающего к древку угла полотнища, жёлтой диагональной полосой, ширина которой составляет 1/80 длины (3/160 ширины) полотнища, проходящей через центр полотнища.
Верхняя, прилегающая к древку часть полотнища состоит из верхней красной и нижней зелёной частей. Нижняя, противоположная древку, часть полотнища состоит из верхней зелёной и нижней красной частей.
В центре нижней, прилегающей к древку, части полотнища помещено изображение красного тележного колеса, габаритные размеры которого составляют 7/30 длины и 7/20 ширины полотнища.
В центре верхней, противоположной древку части полотнища помещено изображение венка из цветков льна натуральных цветов, габаритные размеры которого составляют 7/30 длины и 7/20 ширины полотнища».
Обоснование символики
Красные и зелёные части полотнища символизируют красильные предприятия и пошивочные мастерские, располагавшиеся в данном районе в XIX веке.
Венок из цветков льна означает льняное производство и аптекарское дело, получившие развитие в районе.
Тележное колесо напоминает об историческом значении Стромынской дороги (ныне Щёлковское шоссе) в жизни Древней Руси, а также о заселении этих территорий крестьянами и ремесленными людьми из разных областей.